# Шкуров, Владимир Анатольевич
Владимир Анатольевич Шкуров (укр. Володимир Анатолійович Шкуров; род. 1958, Киев) — украинский дипломат. Чрезвычайный и Полномочный Посол Украины в Греции (2010—2016). Чрезвычайный и Полномочный Посол Украины в Албании (с 2020). Чрезвычайный и Полномочный Посол Украины (2022).

## Образование
Родился в 1958 году в Киеве. Окончил Киевский университет им. Шевченко. Кандидат филологических наук, тема диссертации: «Киевская Псалтырь 1397 года как этап иудео-христианской традиции распространения книги Псалмов».
В 2005 году окончил высшие дипломатические курсы Центра дипломатических и стратегических исследований Греции; в 2008 году — тренинговый курс для госслужащих высокого уровня — программа S.E.N.S.E. МИД Польши и Варшавского университета. В 2009 году закончил международные курсы факультета повышения квалификации Дипломатической академии МИД РФ.
Владеет языками: английский, русский, новогреческий.

## Карьера
С 1984 по 1986 год — учитель средней школы № 217 Киеве.
С 1986 по 1989 год — научный сотрудник Института языкознания НАН Украины.
С 1989 по 1992 год — аспирант Института востоковедения АНГ ССР, Тбилиси.
С 1992 по 1995 год — научный сотрудник Института языкознания НАН Украины.
С 1995 по 1996 год — первый секретарь отдела стран Западной Европы МИД Украины.
С 1996 по 2000 год — первый секретарь, советник Посольства Украины в Греции.
С 2000 по 2001 год — главный консультант Главного управления внешней политики Администрации Президента Украины.
С 2001 по 2003 год — советник Посольства Украины в Греции.
С 2003 по 2005 год — Генеральный консул Украины в Салониках, Греция.
С 2006 по 2009 год — заместитель директора-начальник отдела национальных меньшинств и вероисповеданий МИД Украины.
С 2009 по 2010 год — советник-посланник представительства Украины при Палестине при ПУ в Израиле.
С 9 июня 2010 по 21 декабря 2016 года — Чрезвычайный и Полномочный Посол Украины в Греческой Республике.
В 2017—2020 годах — директор Второго Европейского департамента (Центральная и Восточная Европа, Кавказ) Министерства иностранных дел Украины.
С 13 апреля 2020 года — Чрезвычайный и Полномочный Посол Украины в Республике Албания.
1 сентября 2020 года — вручил верительные грамоты Президенту Республики Албания Илиру Мета.

## Личная жизнь
Женат.

## Награды
Орден святого великого киевского князя Ярослава Мудрого (2012) — за многочисленные заслуги перед РПЦвУ и по случаю празднования 20-й годовщины Независимости Украины